# Вельяминов-Зернов, Пётр Дмитриевич
Пётр Дмитриевич Вельяминов-Зернов (годы рождения и смерти неизвестны) — стряпчий, голова сотенный и воевода, второй сын окольничего Дмитрия Ивановича Вельяминова-Зернова. Братья — Никита и Семён Вельяминовы-Зерновы.

## Биография
В 1592-1597 годах — осадный голова в Туле.
В апреле 1598 года принял участие в серпуховском походе новоизбранного царя Бориса Годунова против крымского хана Газы Герая, затем вернулся в Тулу.
В 1600 году П. Д. Вельяминов служил воеводой в Ряжске, откуда его перевели на воеводство в Рязань, затем в течение года был осадным головой в Туле.
В 1603 году — воевода в Ряжске.